# Folkelige Venstre
Det Folkelige Venstre var et liberalt politisk parti dannet 1878 af tidligere medlemmer af Det forenede Venstre.
Ledende skikkelser var Viggo Hørup, Edvard Brandes og Christen Berg. 
Bergs medvirken til Københavns befæstning i 1879 førte til at flere medlemmer forlod partiet og dannede deres egen gruppe, "de udtrådte".
I 1884 skete der et brud mellem de tre ledere, og partiet splittedes. Hørup og Brandes var med til at stifte Venstrereformpartiet, mens Berg og hans tilhængere gik sammen med Det Moderate Venstre og dannede Det Danske Venstre.
| Politisk parti | Spire Denne artikel om et politisk parti eller gruppe er en spire som bør udbygges. Du er velkommen til at hjælpe Wikipedia ved at udvide den. |